# Friedl Loor
Friedl Loor (* 9. Dezember 1919 als Elfriede Anna Loose in Karbitz, Tschechoslowakei; † 22. Juli 2017 in Wien) war eine österreichische  Operettensängerin und Schauspielerin.

## Biografie
Die aus dem nordböhmischen Karbitz stammende Friedl Loor war die jüngere Schwester der Kammersängerin Emmy Loose.
Nach der Matura begann sie zunächst ein Medizinstudium. 1945 floh sie nach Wien, wo sie ein Gesangsstudium absolvierte. Durch Vermittlung von Fritz Imhoff erhielt sie Engagements am Wiener Stadt- und Bürgertheater, wo sie in verschiedenen Operetteninszenierungen auftrat, beispielsweise in Franz Lehárs Graf von Luxemburg und Carl Michael Ziehrers Landstreicher. In der Spielzeit 1952/53 war sie am Staatstheater am Gärtnerplatz in München und von 1954 bis 1957 am Landestheater Linz engagiert.
Daneben übernahm sie auch Rollen beim Film wie in Géza von Cziffras Himmlischem Walzer, Paul Verhoevens Hoheit lassen bitten sowie tragende Rollen in Hubert Marischkas Kleiner Peter, große Sorgen und Verhoevens Ewigem Walzer.
Nach ihrer Verehelichung zog sich Friedl Loor ins Privatleben zurück. Sie starb 2017 im Alter von 97 Jahren in Wien und wurde auf dem Friedhof Mauer (Gr. T, Nr. 48) als Elfriede Anna Giljum beigesetzt.

## Filmografie
- 1948: Der himmlische Walzer
- 1951: Kleiner Peter, große Sorgen (Stadtpark)
- 1954: Hoheit lassen bitten
- 1954: Ewiger Walzer